# 大円院
大円院（大圓院、だいえんいん）は、和歌山県伊都郡高野町にある高野山真言宗の寺院で、高野山内にある別格本山のひとつ。

## 歴史
- 延喜年間（901年 - 923年）に聖宝理源大師により開設。この時は多聞院と呼ばれていた。
- 12世紀頃、第8代住職を務めた阿浄とは、高山樗牛の小説『滝口入道』で有名な滝口入道と同一人物。出家前の名前は斎藤時頼。平重盛に仕える平家の武将だった。恋人「横笛」との悲恋が今も伝えられている。
- 1600年（慶長5年）頃、柳川藩主立花宗茂の帰依により宗茂の法号である大円院殿をもらい、寺名を「大円院（大圓院）」に改称。
- 1977年（昭和52年）8月16日、一の橋の大円院墓地に、第14期海軍飛行予備学生戦没学徒慰霊碑「あゝ同期の桜之塔」が建立された。

## 伝説
後に滝口入道が大円院の縁にいた時、一羽の鶯が梅の木にとまり綺麗な声で一声鳴くとその木の下にある井戸にポトリと落ちた。この鶯こそが、横笛であり、死後横笛は鶯になり高野山の滝口入道に会いに飛んで行ったといわれる寺伝がある。院内に横笛碑、柳原白蓮歌碑、鶯阿弥陀如来坐像等、横笛を偲べる史跡もある。また、近隣のかつらぎ町天野に横笛の墓がある。